# Audrey (namn)

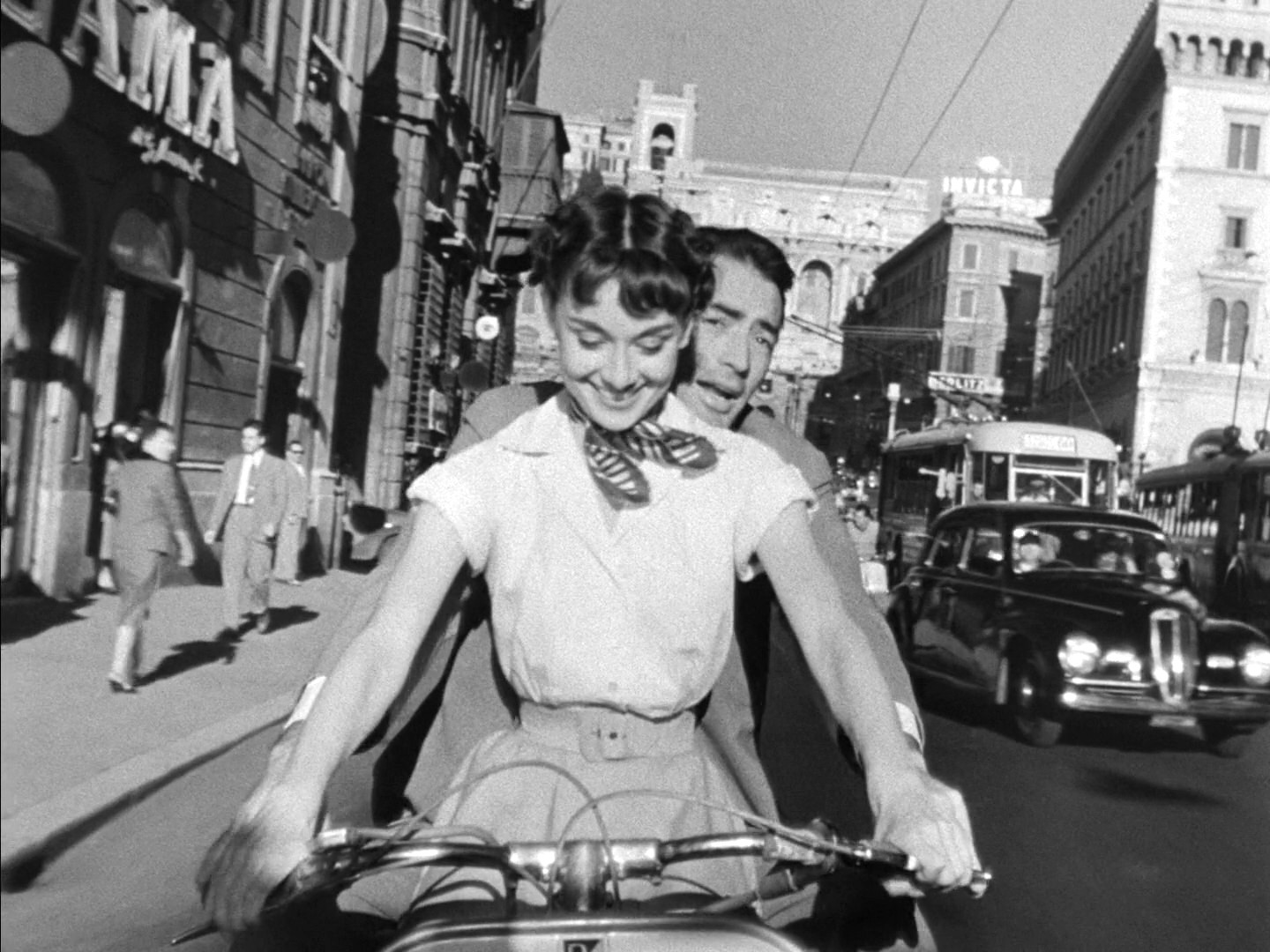
Audrey Hepburn

Audrey är en form av det fornengelska kvinnonamnet Æðelþryð (Ethelred) som är sammansatt av ord som betyder ädel och råd.
Den 31 december 2014 fanns det totalt 167 kvinnor folkbokförda i Sverige med namnet Audrey, varav 108 bar det som tilltalsnamn.
Namnsdag: saknas

## Personer med namnet Audrey
- Audrey Fleurot, fransk skådespelerska
- Audrey Hepburn, brittisk skådespelerska
- Audrey Landers, amerikansk skådespelerska och sångerska
- Audrey Munson, amerikansk modell och skådespelerska
- Audrey Niffenegger, amerikansk författare
- Audrey Tautou, fransk skådespelerska
- Audrey Totter, amerikansk skådespelerska